# Stazione meteorologica di Paluzza Timau
La stazione meteorologica di Paluzza Timau è la stazione meteorologica di riferimento relativa all'omonima località del territorio comunale di Paluzza.

## Coordinate geografiche
La stazione meteo si trova nell'Italia nord-orientale, in Friuli-Venezia Giulia, in provincia di Udine, nel comune di Paluzza, nella località di Timau, a 821 metri s.l.m. e alle coordinate geografiche 46°35′N 13°00′E.

## Dati climatologici
In base alla media trentennale di riferimento 1961-1990, la temperatura media del mese più freddo, gennaio, si attesta a -0,8 °C; quella del mese più caldo, luglio, è di +18,8 °C .
| Paluzza Timau      | Mesi | Mesi | Mesi | Mesi | Mesi | Mesi | Mesi | Mesi | Mesi | Mesi | Mesi | Mesi | Stagioni | Stagioni | Stagioni | Stagioni | Anno |
| Paluzza Timau      | Gen  | Feb  | Mar  | Apr  | Mag  | Giu  | Lug  | Ago  | Set  | Ott  | Nov  | Dic  | Inv      | Pri      | Est      | Aut      | Anno |
| ------------------ | ---- | ---- | ---- | ---- | ---- | ---- | ---- | ---- | ---- | ---- | ---- | ---- | -------- | -------- | -------- | -------- | ---- |
| T. max. media (°C) | 2,7  | 5,7  | 9,0  | 13,0 | 17,4 | 21,6 | 24,3 | 24,3 | 20,7 | 14,7 | 8,4  | 3,8  | 4,1      | 13,1     | 23,4     | 14,6     | 13,8 |
| T. min. media (°C) | −4,3 | −2,9 | 0,3  | 4,4  | 8,4  | 11,7 | 13,3 | 12,6 | 10,5 | 6,5  | 1,7  | −2,0 | −3,1     | 4,4      | 12,5     | 6,2      | 5,0  |